# Friedrich Syrup

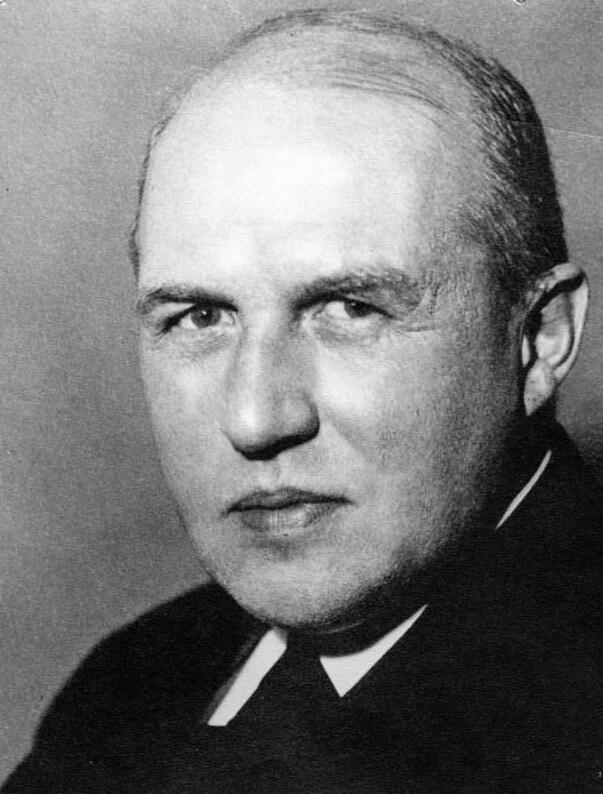
Friedrich Syrup, 1927

Friedrich Heinrich Karl Syrup (* 9. Oktober 1881 in Lüchow (Wendland); † 31. August 1945 in Oranienburg) war ein deutscher Jurist und politischer Fachbeamter (parteilos, später NSDAP). Er war langjähriger Präsident der deutschen Arbeitsverwaltung und amtierte 1932/1933 unter Kurt von Schleicher kurzzeitig als Reichsarbeitsminister. Von 1936 bis 1942 war er für den Arbeitseinsatz in Deutschland zuständig und befasste sich in verantwortlicher Position mit der Organisation der NS-Zwangsarbeit, bis ihm Fritz Sauckel diese Aufgabe als „Generalbevollmächtigter für den Arbeitseinsatz“ im Frühjahr 1942 aus der Hand nahm.

## Leben
Als Sohn eines Postbeamten studierte Syrup Maschinenbau an der TH Hannover und der TH München, Physik sowie Rechts- und Staatswissenschaften in Hannover, München und Rostock. Er legte 1903 die Prüfung als Dipl.-Ing. ab und promovierte 1905 (Dr. phil.) in Rostock. 1905 trat er in den preußischen Gewerbeaufsichtsdienst ein (bis 1918) und veröffentlichte während dieser Zeit auch einige wissenschaftliche Werke zu Fragen des Arbeitsschutzes und der sozialen Lage der Arbeiterschaft. Im November 1918 wurde Syrup vom Preußischen Ministerium für Handel und Gewerbe zum Reichsamt für wirtschaftliche Demobilmachung abgeordnet, das schon im Mai 1919 aufgelöst wurde, und wurde Anfang 1920 erster Präsident der Nachfolgeorganisation Reichsamt für Arbeitsvermittlung. Ab 1927 war er Präsident der Reichsanstalt für Arbeitsvermittlung und Arbeitslosenversicherung.
Am 16. Juli 1932 wurde Syrup zum Reichskommissar für den freiwilligen Arbeitsdienst (FAD) ernannt. Vom 3. Dezember 1932 bis zur Machtergreifung Adolf Hitlers am 30. Januar 1933 war er parteiloser Reichsarbeitsminister im Kabinett Schleicher. Anschließend kehrte er wieder in sein Präsidentenamt bei der Reichsanstalt zurück, die er bis zu ihrer Eingliederung in das Reichsarbeitsministerium Ende 1938 als selbstständige Reichsbehörde führte. In seiner Funktion als Beauftragter für den Vierjahresplan ernannte Hermann Göring Syrup im Jahr 1936 zum Leiter der Geschäftsgruppe Arbeitseinsatz. 1937 wurde Syrup NSDAP-Mitglied. Einige Monate nach der Aktion „Arbeitsscheu Reich“ ordnete Syrup am 20. Dezember 1938 den „geschlossenen Arbeitseinsatz“ aller erwerbslosen und sozialunterstützten Juden im Reichsgebiet an. 1939 wurde Syrup Staatssekretär im Reichsarbeitsministerium unter Franz Seldte und zum Preußischen Staatsrat ernannt (bis 1942). Im Frühjahr 1941 war er in den Hungerplan im Hinblick auf das Unternehmen Barbarossa 1941 involviert. Am 2. Mai 1941, sieben Wochen vor dem deutschen Überfall auf die Sowjetunion, nahm Syrup an einer Besprechung von Staatssekretären mit hohen Wehrmachtsoffizieren „über Barbarossa“ teil, laut deren Protokoll „der Krieg nur weiter zu führen (ist), wenn die gesamte Wehrmacht im 3. Kriegsjahr aus Russland ernährt wird. Hierbei werden zweifellos zig Millionen Menschen verhungern, wenn von uns das für uns Notwendige aus dem Lande herausgeholt wird.“ 1941 erlitt er einen völligen Zusammenbruch, nach längerer Krankheit nahm er den Dienst nur noch zeitweise auf. Am 21. März 1942 wurde der Gauleiter von Thüringen, Fritz Sauckel, zum Generalbevollmächtigten für den Arbeitseinsatz (GBA) ernannt, dem Syrup nun faktisch unterstellt war. Syrup war 1942 Mitglied im Führerrat der nationalsozialistischen Gesellschaft für europäische Wirtschaftsplanung und Großraumwirtschaft, welche die weiträumige deutsche Beherrschung Europas „nach dem Sieg“ plante.
Während der Schlacht um Berlin blieb Friedrich Syrup in der Reichshauptstadt, obwohl er hätte fliehen können. Im Juni 1945 wurde er in das sowjetische Speziallager 7 auf dem Gelände des KZ Sachsenhausen gebracht, wo er nach wenigen Wochen starb.

## Werke (Auswahl)
- Astigmatische Spiegelung im dreiaxigen Ellipsoid. Dissertation. Universität Rostock, 1905.
- Auslese und Anpassung der Arbeiterschaft in der Schuhindustrie und einem oberschlesischen Walzwerke. (= Schriften des Vereins für Sozialpolitik. 153). München, 1915.
- mit W. Kieschke: Betriebsrätegesetz vom 4. Febr. 1920 (RGBl. 147) nebst der Wahlordnung vom 5. Febr. 1920. Berlin, 1920. (6. Auflage 1928).
- mit Walter Kaskel: Arbeitsnachweisgesetz: Kommentar. (= Taschenbuch-Gesetzsammlung. 103). Berlin 1922. (3. Nachtrag 1925).
- mit Philipp Beisiegel (Hrsg.): Gesetz über die Arbeitsvermittlung und Arbeitslosenversicherung: (Handausgabe mit den sonstigen Vorschriften über Arbeitseinsatz und Arbeitslosenhilfe und den grundsätzlichen Entscheidungen des Reichsversicherungsamts). Losebl.-Ausg. Berlin 1927 ff.
- Probleme des Arbeitsmarktes und der Arbeitslosenversicherung. Köln 1930.
- Anordnung über die Verteilung von Arbeitskräften vom 28. August 1934. Berlin 1934 (3. Auflage 1934).
- mit Alexander Wende: Das Arbeitsbuch. Gesetz über die Einführung eines Arbeitsbuches vom 26. Februar 1935 mit Durchführungsverordnung, Ausführungsbestimmungen und Vordrucken. Berlin 1935 (3. Auflage 1940).
- Der Arbeitseinsatz und die Arbeitslosenhilfe in Deutschland. Berlin 1936.
- Arbeitseinsatz und Arbeitsbeschaffung. Syrup. Berlin [1939].
- Arbeitseinsatz im Krieg und Frieden. Vortrag. (= Schriften der Volkswirtschaftlichen Vereinigung im rheinisch-westfälischen Industriegebiet, Hauptreihe. N.F. 10). Essen 1942.

## Nachlässe, Sammlung
Manuskripte und unveröffentlichte Manuskriptteile seines Buches „Hundert Jahre staatliche Sozialpolitik“ befinden sich in einem Teilnachlass beim Bundesarchiv in Koblenz.
Ein weiterer Teilnachlass mit einer Materialsammlung und einem Manuskript zur Geschichte der Arbeitsverwaltung befindet sich bei der Bundesagentur für Arbeit in Nürnberg.
Zudem existiert bei der Hochschule der Bundesagentur für Arbeit in Mannheim eine „Sammlung Dr. Friedrich Syrup“.

## Ehrung
In Koblenz-Rauental wurde eine Straße nach ihm benannt. In jüngerer Zeit wurde wegen der Rolle Syrups im Dritten Reich eine Umbenennung gefordert.